# Puig de Querroig
El Puig de Querroig o Quer-roig és una muntanya de 672 metres que es troba entre el municipi de Portbou, a la comarca de l'Alt Empordà i les comunes de Banyuls de la Marenda i de Cervera de la Marenda, al Rosselló.
Al capdamunt d'aquesta muntanya es troben les restes d'un castell medieval (Castell de Querroig, dels segles X-XI) i d'una torre construïda posteriorment sobre el castell (segle XV), així com el vèrtex geodèsic de número de referència 312076002 de l'Institut Geogràfic Nacional una mica més avall del cim. És una muntanya molt característica i que es pot veure de molts punts de distància, ja que és el primer cim important que es troba des del mar i que fa frontera.
Aquest cim està inclòs al llistat dels 100 cims de la FEEC amb el nom de Querroig. 